# 마케도니아 전쟁

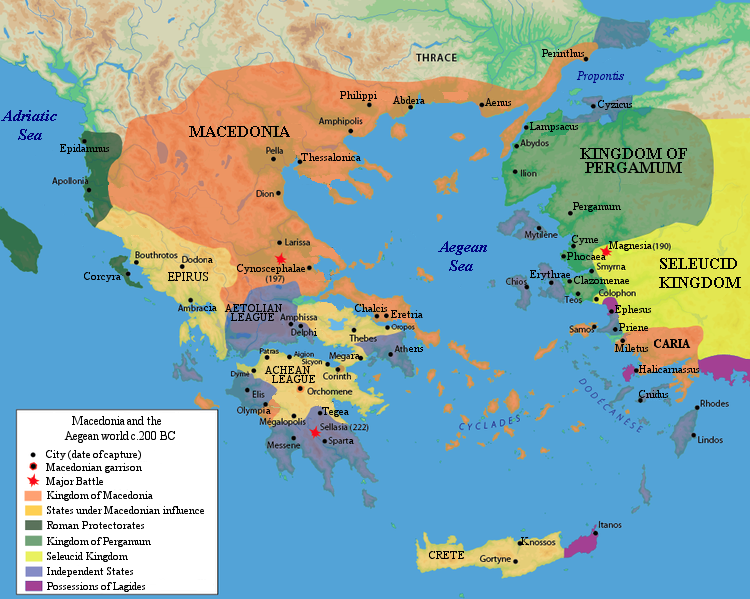
기원전 200년경의 그리스, 마케도니아

마케도니아 전쟁(기원전 214년-148년)은 지중해 동부의 로마공화국과 그리스 동맹군이 그리스 여러 왕국과 싸운 일련의 전쟁이었다. 포에니 전쟁에서 승리한 로마는 이후 지중해 서부의 패권과 지중해 동부 분지에 대한 통제력과 영향력을 가지게 되었다. 전통적으로 ‘마케도니아 전쟁’에는 마케도니아 제국과의 네 차례의 전쟁과 셀레우코스 제국과의 전쟁, 마지막으로 마케도니아 전쟁의 마지막 단계로 간주되는 아카이아 동맹과의 사소한 전쟁이 포함된다. 가장 중요한 전쟁은 셀레우코스 제국과 싸운 것이었고, 마케도니아와의 전쟁은 두 번째였다. 이들 두 전쟁이 로마 제국의 지배력을 즉각적으로 굳히지는 못했지만, 패권 국가로서 이 두 제국의 종말을 가져오게 했다. 로마와 지리적으로 가까웠기 때문에 더 허약해진 마케도니아는 네 차례 별도의 전쟁을 치루게 되었다. 이 전쟁들 중 마지막 두 번의 전쟁은 군대의 충돌이라기보다는 반란을 진압한 것에 지나지 않았다. 점점 커지는 로마의 영향력은 점차적으로 마케도니아의 독립을 좌절시켰고, 세계적인 제국으로 성장하며 삼켜버렸다. 성장하는 파르티아와 폰투스가 영향력을 키우며 로마와의 추가적인 충돌을 막고 있었지만, 당시 악화되고 있는 셀레우코스 제국과의 전쟁은 결국 치명적인 결과를 가져왔고 이 전쟁의 결과로 셀레우코스 제국은 결국 멸망하고 말았다.
마케도니아 전쟁이 끝나고 로마 제국 초기까지, 지중해 동부는 로마로부터의 독립과 의존, 또는 철저한 군사적 통제에 이르기까지 다양한 정치 체제를 유지했다. 100년도 채 되지 않아 로마가 그리스 동부를 지배하게 된 방법을 추적하고자했던 폴리비우스에 따르면, 그리스의 몇몇 도시 국가들이 마케도니아 왕국과 프톨레마이오스 이집트의 약화로 인한 불안정한 상황에 직면한 셀레우코스 제국의 위협으로부터 로마의 보호를 받게 되면서, 그리스와의 로마 전쟁이 시작되었다고 한다.
그리스 서부와는 달리 동부는 수세기 동안 주요 제국에 의해 지배를 받았고, 로마의 영향력과 동맹 추구는 이 제국들과의 전쟁으로 이어져 로마를 약화시키는 불안한 권력 공백을 초래했다. 이것은 몇 세기 전에 이탈리아에서 일어났던 일과 몇 가지 중요한 유사점(그리고 몇 가지 중요한 차이점)을 가지고 있었지만, 이번에는 세계적 규모였다. 역사학자들은 서부와 마찬가지로 동부에 영향력을 확대한 것은 로마의 의도적인 제국 건설 과정이 아니라고 보았다. 이것은 단기적인 위기관리에 초점을 맞춘 것으로, 불안정하고, 예측불가의, 상호의존적인 동맹 차원의 수준으로 간주하고 있다.
그리스 본토 일부에서 행해지는 철저한 군대 통치를 제외하고, 지중해 동부는 독립적인 도시 국가와 왕국으로서 동맹을 유지하며, 로마 제국으로 넘어 갔다. 로마 제국 시대가 되어서야 로마 전체와 함께 지중해 동부가 명백한 로마 지배 하의 지방 조직이 되었다.

## 제1차 마케도니아 전쟁 (기원전 214년 ~ 205년)
제2차 포에니 전쟁 동안, 마케도니아의 필리포스 5세는 한니발과 동맹을 맺었다. 마케도니아의 지원을 받은 한니발의 군사력 강화를 두려워했기 때문에, 원로원은 아드리아해를 건너 군대와 집정관을 파견했다. 기원전 211년 이후 아이톨리아 연합과 페르가몬 동맹군의 지원을 받은 로마군은 마케도니아 군과 소규모의 전투를 벌이면서 아프리카 해안선을 따라 일부의 영토만을 점령하면서 해적들과 싸웠다. 로마의 관심은 정복 자체에 있는 것이 아니라, 로마가 한니발과 싸우는 동안 마케도니아를 견제하는 것이었다. 전쟁은 기원전 205년에 ‘포이니케 조약’(Treaty of Phoenice)과 함께 흐지부지하게 끝을 맺었다. 사소한 갈등이 있었지만 로마 군대가 마케도니아에 개입할 여력을 얻었다. 로마군과 마케도니아 사이에서 벌어졌던 이 충돌은 로마-마케도니아 전쟁(2차 마케도니아 전쟁~4차 마케도니아 전쟁)과는 전혀 관련이 없는 전쟁이다.

## 제2차 마케도니아 전쟁 (기원전 200년 ~ 196년)
기원전 333년 알렉산드로스 3세의 정복 전쟁의 종결 직후 프톨레마이오스 왕조 산하 이집트, 마케도니아, 셀레우코스 제국으로 3개의 주요 후계 왕국으로 조각나면서 마케도니아 제국은 해체되었다. 그로부터 약 1세기가 지난 기원전 230년 셀레우코스의 제국은 마케도니아 제국의 부활에 대한 야망을 보이기 시작하더니 급기야는 셀레우코스와 마케도니아가 불가침 조약을 맺으면서 소아시아의 정세가 또다시 붕괴하고 있었다. 셀레우코스는 이집트를 여러차례 점령했고, 이집트는 시민 총동원령을 통해 대응했다. 이러한 대응으로 셀레우코스의 침입은 물리쳤지만, 기원전 205년 프톨레마이오스 4세가 타계하고 프톨레마이오스 5세와 그의 간신들이 뒤를 이었을 때, 새롭게 군벌로 등장한 이집트인들은 서로 의심하기 시작하면서 남북에 걸친 내전이 발발한다. 이집트가 붕괴하면 이집트 전체를 무혈로 정복할 수 있다는 것을 알았기 때문에, 마케도니아와 셀레우코스는 두 국가를 하나로 통합하여 이집트를 분열시켜 이집트 전체를 정복하기 위한 동맹을 결성했다.
이러한 움직임은 그리스 세계를 상대적으로 안정되게 유지했던 100년의 오랜 정치 질서를 어지럽히는 위기로 다가왔고, 특히 독립적으로 남아 있던 작은 그리스 왕국들에 대한 주요한 위협이 되었다. 마케도니아와 셀레우코스 제국이 소아시아를 혼란에 빠뜨린 주범들이었고, 이집트는 피정복의 대상이었다. 소아시아 정세를 평화롭게 할 수 있는 유일한 곳은 로마밖에 없었다. 당시 그리스인들은 시간이 흐를수록 서서히 규모가 커져가는 로마 공화정을 경멸하고 있었고, 로마인들은 그리스인들을 매우 증오하고 있었는데, 셀레우코스 제국과 마케도니아의 존재 자체가 이런 정세에 대해 중요한 변화를 가져왔다. 그리스측의 페르가몬과 로도스의 사절단이 마케도니아 필리포스 5세와 셀레우코스 제국의 안티오쿠스 3세가 ‘불가침 조약’을 맺었다는 증거를 로마 원로원에 가져왔다. 이 조약의 정확한 성격(조약 내용은 현전하지 않음)과 로마가 개입한 정확한 이유는 불분명했지만, 그리스에 대한 수십 년의 무관심에도 불구하고, 그리스 사절단은 대표단은 성공적이었다. 애초에 로마는 마케도니아와의 전쟁을 벌일 의도는 아니었고, 오히려 외교적으로만 개입하려 했다.
로마는 필리포스에게 로마의 새로운 그리스 동맹국들과 이집트에 대한 도발을 중단하라고 최후통첩을 했다. 필리포스는 로마를 약소국으로 보고 (제1차 마게도니아 전쟁에서의 로마의 성과를 근거로 한 믿음이 아니라) 그 제안을 무시하고 로마도 점령시켜 주겠다라면서 로마를 도발시켜서 로마인들을 황당하게 했다. 이 황당한 답변에 로마는 자신들의 명예와 명성을 걸고 로마군과 그리스 동맹군을 파병으로 응답했다. 이로써 제2 마케도니아 전쟁이 발발했다. 당시 그리스에 대한 승전과 로마군에 대한 초기의 승전에 기세등등하여, 필리포스의 군대는 로마-그리스 동맹군의 압력에 응전했다. 당시 집정관이었던 티투스 퀸크티우스 플라미니누스(Titus Quinctius Flamininus)가 이끄는 로마군은 기원전 198년경 테살리아 평야에 도착했다. 기원전 197년 로마는 〈키노스케팔라이 전투〉에서 필리포스를 크게 패퇴시키고,마케도니아와 셀레우코스는 화평을 청했다. 그 결과로 맺은 조약이 바로 《템피 조약》(Treaty of Tempea)으로, 필리포스 5세는 국경 밖의 사건에 개입하지 못하게 되었으며, 그리스 정복을 단념해야 했다. 이것으로 마케도니아는 사실상 멸망한 상태가 된다. 한편, 기원전 196년 올림피아드에서 로마는 그리스에 대한 로마의 새 정책을 표명하는 ‘그리스인들의 해방’을 선포했다. 이것은 그리스가 당시 안정적이었고 로마는 더 불안한 사건을 겪지 않고 그리스의 일에서 완전히 벗어날 수 있었다는 것이다. 로마는 이 지역에 더 이상 관심이 없었던 것처럼 보였고, 이익을 더 챙기지 않고 모든 군대를 철수시키고는 셀레우코스 제국으로 향했다. 평화가 찾아온 그리스 동맹국들은 다시 이전의 무관심한 중립국으로 돌아갔다.

## 셀레우코스 전쟁 (기원전 192년 ~ 188년)
이집트 세력이 약해지고 마케도니아가 붕괴하자, 혼자가 된 셀레우코스 제국은 그리스 전체를 점령하려는 공격적인 시도를 하기 시작했고 점점 성공을 거두었다. 제2차 마케도니아 전쟁이 끝난 후 그리스에서 로마가 철수하자, 그리스 동맹국들은 평화가 찾아왔다고 여겼다. 그러나 셀레우코스 확장을 막는 마지막 장애물인 마케도니아가 쓰러지자 상황은 급변했다. 필리포스에게 대항했던 로마의 동맹국들은 셀레우코스와 적대 동맹을 추구했을 뿐만 아니라 필리포스 자신도 로마와 동맹을 맺기에 이른다. 상황은 한니발이 셀루코우스 황제의 핵심 고문이 되면서, 필리포스 5세가 자신이 예상했던 대로 한니발과 셀레우코스 황제 이 두 인간이 마케도니아와 그리스뿐만이 아니라 로마를 포함한 유럽 전체, 북아프리카, 인도 전역까지 정복하려는 시도를 하고 있다고 전하면서 상황은 크게 악화되었다. 셀레우코스는 이전 아케메네스 왕조의 많은 부분을 약탈했는데 기원전 2세기에는 훨씬 강해진 상태였다. 이 시점에서 알렉산더 대왕이 이전에 구축했던 제국을 다시 부활시켰다. 또한 이들은 알렉산더 이상으로 악랄했는데 비록 몇세기전에 존재했던 신아시리아 제국만큼 잔인하지는 않았지만 이들이 지나간 도시들이 잿더미가 되는 경우가 있었고 피정복인들을 다른 지역들로 추방하는 일도 있었다. 이러한 최악의 상황에 두려워서, 로마는 막 평정된 스페인과 갈리아를 제외한 모든 지역들에게 총동원령을 내렸다. 심지어 셀루코우스가 이탈리아 반도를 포함한 유럽에 도달할 경우를 대비하여 시칠리아에 주요 수비대를 설치하기까지 했다. 이 두려움은 제2차 마케도니아 전쟁 이후 수년간 로마를 거의 무시하다시피한 그리스 동맹국들에게도 전파되었고, 전쟁 이후 처음으로 로마를 진심으로 따랐다. 로마 – 그리스 본군은 제2차 포에니 전쟁의 위대한 영웅 스키피오 아프리카누스의 지휘 하에 동원되었으며, 그리스를 향해 출발하여 로마-시리아 전쟁의 서막을 열었다. 심각한 셀루코우스의 약점을 드러낸 초기 전투 이후, 〈테르모필레 전투〉(Battle of Thermopylae)를 통해 로마의 힘을 되찾으려 했다. (수세기 전에 300명의 스파르타인이 페르시아 제국에 그러했듯이) 스파르타처럼, 셀레우코스도 전투에서 패배했고, 그리스 북부로 쫓겨갈 수밖에 없었다. 로마군은 헬레스폰토스 해협을 건너 셀레우코스를 추격했다. 바로 이 순간이 로마군이 아시아에 최초로 진입했던 순간이었다. 결정적인 교전은 〈마그네시아 전투〉(Battle of Magnesia)에서 일어났으며 로마는 완전한 승리를 거두었다. 셀루코우스는 화친을 요청했지만, 로마는 셀레우코스의 그리스 정복을 좌절시켰다. 여전히 많은 영토를 장악했음에도 불구하고, 이 패배로 셀레우코스 제국의 멸망은 시간문제가 되었다. 동부의 파르티아와 서부의 그리스, 남부의 유대도 점점 강해져서 셀레우코스 제국을 위협했다. 그들의 제국은 다음 세기의 파르티아와 폰투스에게 분할되는 과정에서 조각으로 붕괴되고 처참하게 멸망했다. 마그네시아에 이어, 로마는 또 다시 그리스에서 철수했다. 주요 세력이 없으면 안정된 평화를 가져올 것이라고 예상했지만, 결과는 반대로 나타나게 된다.

## 제3차 마케도니아 전쟁 (기원전 172년-168년)
기원전 179년 마케도니아의 필리포스가 죽자, 그의 아들인 페르세우스는 마케도니아 제국의 부활을 외치면서 이웃 나라에 대해 공세를 취했다. 페르세우스가 로마의 동맹국에 대한 공격 음모를 진행하자, 원로원은 ‘제3차 마케도니아 전쟁’을 선언했다. 처음에는 로마가 마케도니아 군에 제대로 맞서지 못했지만, 기원전 168년에 로마 군이 〈피드나 전투〉(Battle of Pydna)에서 마케도니아 군을 크게 패퇴했다. 또 다시 그리스가 다른 나라에게 넘어간다면, 유럽, 서아시아, 북아프리카의 평화를 담보받지 못할 것이라는 것을 확신하고, 로마는 그리스를 포함한 유럽 세계에 최초의 영구 발판을 마련하기로 결심했다. 마케도니아 왕국은 로마에 의해 4개의 작은 공화국으로 쪼갰다. 이로써 마케도니아 왕국은 역사속으로 영원히 사라졌고, 1991년 마케도니아 공화국으로 독립하기 이전까지 마케도니아 지역은 2000년동안 다른 국가들의 지배를 받아야 했다.

## 제4차 마케도니아 전쟁 (기원전 150년~148년)
하지만 마케도니아 왕조의 후손을 참칭하는 자가 등장하면서 이런 조치조차도 부족한 것으로 판명되었다. 제4차 마케도니아 전쟁은 기원전 150년에서 148년 사이에 진행되었다. 마케도니아 제국 재건을 또다시 외치면서, 왕좌를 노려 그리스 반도를 또 다시 불안정하게 만든 평범한 직물공인 안드리스쿠스(필리포스 참칭자)가 일으킨 전쟁이다. 로마는 〈제2차 피드나 전투〉에서 또다시 마케도니아를 크게 격파했다. 아카이아 동맹은 그 결과에 대한 대응으로, 로마의 총동원령을 그대로 모방해서 기원전 146년에 아카이아 동맹은 로마를 대항하기 위한 전쟁 동원령을 내렸다. 이것은 종종 ‘아카이아 전쟁’이라고도 하며, 마케도니아 잔당들이 몰락하는 전쟁으로 유명하다. 이때까지 로마는 마케도니아 요새, 동맹국, 속국과 싸우기 위해 그리스에서만 전쟁을 벌였다. 로마의 군사적 우위는 이미 세 차례에 걸친 마케도니아와 그들이 자랑하는 팔랑크스를 물리치고, 월등한 수의 아시아의 셀레우코스를 물리침으로써 확인되었다. 아카이아 지도자들은 로마에 대한 전쟁 선포가 절망적이었음을 잘 알고 있었다. 로마는 그들보다 훨씬 더 강력하고, 거대한 적들을 상대로 승리를 거두었기 때문이다. 로마군은 마케도니아 팔랑크스보다 우월함을 이미 증명한 것이다. 폴리비우스는 자살 전쟁을 부추긴 아카이아 동맹 지도자들을 가리켜 "처음부터 태어나지도 말았어야 할 한심한 인간들"이라며 크게 비난했다. 민족주의자들은 우월한 승산에 반하는 승전에 대한 욕심으로 이 성급한 결정을 내리도록 연맹을 자극했다. 아카이아 동맹은 싸우기도 전에 패배했고, 이후 마케도니아에서 교훈을 얻은 로마는 카르타고가 파괴된 같은 해인 기원전 146년 고린도를 완전히 파괴했다. 로마가 철수했을 때 내부적 불안과 전쟁으로 항상 되돌아온 그리스에서의 거의 1세기에 걸친 끊임없는 위기관리의 결과 로마는 마케도니아를 독립지역으로 선포하지 않고 마케도니아를 로마의 두 속령, 아카이아와 에피루스로 분할하기로 결정한다. 이 전쟁으로 아카이아 동맹은 역사속으로 영원히 사라지게 된다.

## 같이 보기
- 포에니 전쟁